# 도미니언 (드라마)
《도미니언》(영어: Dominion)는 2014년부터 2015년까지 방영된 드라마이다.